# Xu Zechen
Xu Zechen (cinese tradizionale: 徐则臣; pinyin: Xú Zéchén; Contea di Donghai, 1978) è uno scrittore cinese.

## Biografia
Nato nel 1978 nella Contea di Donghai, vive e lavora a Pechino.
Laureatosi in letteratura cinese all'Università di Pechino, ha ottenuto in patria numerosi riconoscimenti, l'ultimo dei quali è stato il Premio Letterario Mao Dun nel 2018 per il romanzo storico Běishàng.
Caporedattore della più prestigiosa rivista letteraria cinese, People's Literature, ha pubblicato romanzi e racconti con protagonisti migranti e lavoratori appartenenti alle classi sociali meno abbienti.

## Opere (elenco parziale)
- Yāzi shì zěnmeyàng shàng tiān de (2006)
- Wǔyè zhī mén (2007)
- Correndo attraverso Pechino (Pao bu chuan guo Zhongguancun, 2008), Palermo, Sellerio, 2014 traduzione di Paolo Magagnin ISBN 978-88-389-3142-0.
- Tiānshēng rénjiàn (2009)
- Yè huǒchē (2009)
- Rénjiàn yānhuǒ (2009)
- Shuǐbiān shū (2010)
- Yēlùsālěng (2014)
- Běishàng (2018)

## Premi e riconoscimenti
- Premio Letterario Mao Dun: 2018 vincitore con Běishàng